# Milan Stanković
Pour les articles homonymes, voir Stanković.
Milan Stanković (en cyrillique: Милан Станковић) est un chanteur serbe né le 9 septembre 1987 à Obrenovac. Il a commencé sa carrière en participant à Zvezde Granda, concours de chansons organisé par la maison de disques Grand Production, et diffusé dans les pays des Balkans.
Le 13 mars 2010, il participe à l'émission Tri pa jedan za Oslo, sélections nationales serbes pour l'Eurovision, qu'il gagne.
Il a représenté la Serbie lors du Concours Eurovision de la Chanson 2010, ayant lieu à Oslo en Norvège, avec la chanson Ovo je Balkan (composée par Goran Bregović). En finale du concours, il s'est classé 13e sur 25 participants, avec 72 points. Pour cette édition de l'Eurovision, il obtient le prix Barbara Dex qui, chaque année, désigne l'interprète le plus mal habillé de l'édition concernée.